# Himantozoum cheethami
Himantozoum cheethami is een mosdiertjessoort uit de familie van de Bugulidae. De wetenschappelijke naam van de soort is voor het eerst geldig gepubliceerd in 1977 door d'Hondt.